# Phomopsis vexans
Phomopsis vexans är en svampart som först beskrevs av Sacc. & P. Syd., och fick sitt nu gällande namn av Harter 1914. Phomopsis vexans ingår i släktet Phomopsis och familjen Diaporthaceae.   Inga underarter finns listade i Catalogue of Life.